# Abu-l-Qàssim al-Baridí
Abu-l-Qàssim ibn Abi-Abd-Al·lah al-Baridí o, més senzillament, Abu-l-Qàssim al-Baridí fou fill del visir abbàssida Abu-Abd-Al·lah al-Baridí. A la mort del seu pare el juny del 945 el va succeir en el govern d'Ahwaz i Bàssora. Va fer front a les intrigues del seu oncle Abu-l-Hussayn al-Baridí, però aquest finalment, en el seu intent d'obtenir el govern de Bàssora, fou executat a Bagdad al final del 945.
Poc després va haver de combatre el buwàyhida Muïzz-ad-Dawla que el 947 es va apoderar de Bàssora, i va haver de fugir amb els càrmates de Bahrayn. Va restar refugiat a la regió fins a la seva mort el 960. Tenia quatre germans més que van tenir un paper menor en els esdeveniments.